# Российско-ямайские отношения

Посольство России в Ямайке

Российско-ямайские отношения — дипломатические отношения между Россией и Ямайкой.
Дипломатические отношения между СССР и Ямайкой установлены 12 марта 1975 года. Правительство Майкла Мэнли способствовало укреплению двусторонних связей, переориентировав внешнюю торговлю с США на СССР, и в 1977—1979 годах между двумя странами был заключён ряд соглашений о торговле и торговом судоходстве, воздушном сообщении, экономическом и научно-техническом сотрудничестве, культурном и научном сотрудничестве, принципах сотрудничества между спортивными организациями, об обмене в области телевидения и радиовещания.
Первый официальный визит главы ямайского государства состоялся в 1979 году, во время которого премьер-министр Майкл Мэнли встречался с Леонидом Брежневым.
С уходом Майкла Мэнли в отставку, торгово-экономические связи между странами стали резко сворачиваться. С 1991 года прекратился импорт Россией ямайских бокситов, являвшихся основой двустороннего товарооборота. Прекратились поставки на Ямайку автомобилей «Лада». В 1993 году в Кингстоне было закрыто российское торговое представительство.
После распада Советского Союза, правительство Ямайки признало в январе 1992 года Российскую Федерацию в качестве государства-продолжателя СССР.
11-15 мая 2006 года Ямайку посетила делегации Государственной Думы России во главе с Сергеем Бабуриным.
С января 2007 года послом России в Ямайке является Виктор Гаврилович Зотин.
С июня 2014 года послом Ямайки в России является Энн Луиза Джобсон.
С мая 2021 года Послом России в Ямайке является Сергей Святославович Петрович.